# Temnopleurus
Temnopleurus is een geslacht van zee-egels, en het typegeslacht van de familie Temnopleuridae.

## Soorten
- Temnopleurus alexandri (Bell, 1884)
- Temnopleurus apodus (A. Agassiz & H.L. Clark, 1907)
- Temnopleurus decipiens (de Meijere, 1904)
- Temnopleurus hardwickii (Gray, 1855)
- Temnopleurus michaelseni (Döderlein, 1914)
- Temnopleurus reevesii (Gray, 1855)
- Temnopleurus toreumaticus (Leske, 1778)

uitsluitend fossiel bekend
- Temnopleurus iranicus Douglas, 1928 †
- Temnopleurus latidunensis Clegg, 1933 †
- Temnopleurus persica Clegg, 1933 †
- Temnopleurus sundaicus Jeannet, 1935 †